# Hydrometra

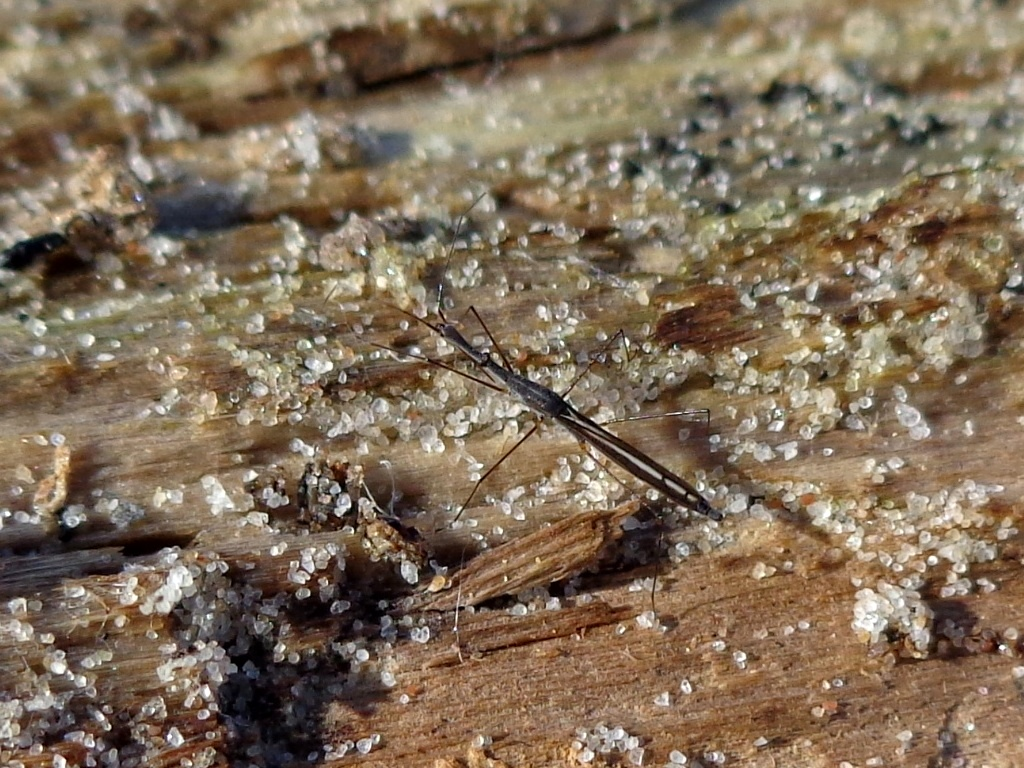
Hydrometra gracilenta

Hydrometra – rodzaj pluskwiaków różnoskrzydłych z rodziny poślizgowatych i podrodziny Hydrometrinae.

## Morfologia
Przedstawiciele rodzaju charakteryzują się znacznie dłuższą od przedplecza głową. W nasadowej części przedplecza znajdują się drobne dołeczki. Biodra odnóży rozstawione szeroko i wystające poza boki ciała. Samce mniejsze od samic i o węższym odwłoku.

## Biologia i ekologia
Poruszają się powoli krocząc po powierzchni wody, roślin, mchów i wilgotnych kamieni.
Występują w strefie roślinności przybrzeżnej jezior, torfowisk i bagien oraz wolnopłynących rzek. Poruszają się po powierzchni wody. Są drapieżne, żywią się małymi owadami, które wypływają na powierzchnię, aby zaczerpnąć powietrza.

## Rozprzestrzenienie
Rodzaj kosmopolityczny. Większość gatunków żyje w tropikach i subtropikach. W Europie, w tym Polsce, gdzie są jedynymi przedstawicielami swojej rodziny, żyją dwa gatunki: poślizg wysmukły (H. stagnorum) i  H. gracilenta.

## Systematyka
Opisano około 100 gatunków, w tym:
- Hydrometra acapulcana Drake, 1952
- Hydrometra adnexa Tirske, 1956
- Hydrometra aemula Drake, 1956
- Hydrometra alloiona Drake et Lauck, 1959
- Hydrometra argenitna Berg, 1879
- Hydrometra australis Say, 1832
- Hydrometra barei Hungerford, 1927
- Hydrometra caraiba Guérin et Méneville, 1852
- Hydrometra ciliosa Drake et Lauck, 1959
- Hydrometra comata Torre-Bueno, 1926
- Hydrometra consimilis Barber, 1934
- Hydrometra crossa Drake et Lauck, 1959
- Hydrometra cyprina Torre-Bueno, 1926
- Hydrometra exalla Drake et Lauck, 1959
- Hydrometra exilis Torre-Bueno, 1926
- Hydrometra fruhstorferi Hungerford et Evans, 1934
- Hydrometra fuanicana Drake, 1954
- Hydrometra gibara Torre-Bueno, 1926
- Hydrometra gracilenta Horváth, 1899
- Hydrometra grassei Poisson
- Hydrometra guianana Hungerford et Evans, 1934
- Hydrometra huallagana Drake, 1954
- Hydrometra hungerfordi Torre-Bueno, 1926
- Hydrometra intonsa Drake et Hottes, 1952
- Hydrometra jaczewskii Lundblad, 1933
- Hydrometra lentipes Champion, 1898
- Hydrometra lillianis Torre-Bueno, 1926
- Hydrometra maidli Hungerford et Evans, 1934
- Hydrometra martini Kirkaldy, 1900
- Hydrometra metator Buchanan-White, 1879
- Hydrometra naiades Kirkaldy, 1902
- Hydrometra panamensis Drake, 1953
- Hydrometra placita Drake, 1953
- Hydrometra priscillae Torre-Bueno, 1926
- Hydrometra somaliensis Poisson
- Hydrometra stagnorum (Linnaeus, 1758) – poślizg wysmukły
- Hydrometra sztolcmani Jaczewiski, 1928
- Hydrometra taxcana Drake et Hottes, 1952
- Hydrometra wileyi Hungerford, 1923
- Hydrometra williamsi Hungerford et Evans, 1934
- Hydrometra zeteki Drake, 1952